# Medea Ghiglino Patellani
Camilla Medea Ghiglino Patellani (1559 Janov – 14. března 1624 tamtéž) byla italská vdova, řeholnice a zakladatelka kongregace Sester svatého Jana Křtitele a Kateřiny Sienské.

## Život
Narodil se roku 1559 v Janově, jako třetí z pěti dětí.
Ve čtrnácti letech přišla o otce a roku 1576 se provdala za šlechtice Giulia Patellaniho, který zemřel o deset let později a zanechal ji bezdětnou. Duchovní život Camilly byl propleten s jezuitou Bernardinem Zanonim. Patřila ke skupině žen, kterým otec Bernardino věnoval mnoho času v duchovním vedení a katechetické formaci. Rozhodla se pro zasvěcený život.
Roku 1594 spolu s ostatními ženami zahájila novou formu řeholního života s péčí o mladé ženy potřebující vzdělání a formaci, pořádání duchovních cvičení pro lidi z různých společenských vrstev a nedělní výuku náboženství. Byla pokornou, ale zároveň silnou a odhodlanou ženou. Nová kongregace získala název: Sestry od svatého Jana Křtitele a Kateřiny Sienské.
Zemřela 14. března 1624 v Janově.

## Proces svatořečení
Proces na diecézní úrovni byl zahájen 9. června 2025.